# PySide
PySide és una biblioteca per Python que fa de binding per les eines d'interfície gràfica d'usuari (GUI) de Qt. És una de les alternatives per programar GUI en Python, en comptes d'usar Tkinter el qual és usat per Python. Altres alternatives similars són PyGTK, PyQt i wxPython. Com Qt, PySide és programari lliure.
PySide va ser alliberat sota la llicència LGPL a l'agost de 2009 per Nokia, els propietaris actuals de les eines de Qt, després que Nokia fallés en un acord amb els desenvolupadors de PyQt, Riverbank Computing canviar els seus termes de llicència per incloure LGPL com llicència alternativa.
PySide suporta Linux/X11, Mac OS X, MeeGo, Windows i Maemo.

## Exemple
```
import
 
sys

from
 
PySide
 
import
 
QtCore
,
 
QtGui

app
 
=
 
QtGui
.
QApplication
(
sys
.
argv
)

win
 
=
 
QtGui
.
QWidget
()

win
.
resize
(
320
,
 
240
)

win
.
setWindowTitle
(
"Hola Món!"
)

win
.
show
()

sys
.
exit
 
(
app
.
exec_
())

```